# José España y Puerta
José España y Puerta (Soto en Cameros, 4 de febrero de 1819-Madrid, 10 de agosto de 1889) fue un político, diplomático y escritor español.

## Biografía
Nació en Soto de Cameros en 1819. Se afilió al partido progresista desde muy joven e ingresó en la vida activa de la política en 1869 como diputado. En 1854 fue nombrado primer secretario de la Embajada de París, cargo que desempeñó hasta 1856. Tomó asiento por primera vez en el Senado como senador electivo en las cámaras de 1871. Fue elegido también para la Asamblea de 1873 y en las Cortes de 1871, en cuya legislatura fue nombrado secretario.
Colaboró en el periódico madrileño Las Novedades y fue consejero de Estado y consejero de la Compañía de los Ferrocarriles de Madrid a Zaragoza y Alicante. España, que fue condecorado con la cruz de San Mauricio y San Lázaro de Italia, falleció en Madrid el día 10 de agosto de 1889 y habría sido enterrado en el cementerio de San Isidro.